# Immunotossicologia
L'immunotossicologia, disciplina che fonde le branche dell'immunologia e della tossicologia, è la scienza biomedica che studia le disfunzioni del sistema immunitario provocate dall'esposizione dell'organismo ad agenti tossici xenobiotici.